# Мотори (представа)
Мотори је позоришна представа коју је режирао и написао Патрик Лазић.
Премијерно приказивање било је 8. марта 2017. године у позоришту ДАДОВ.
Представа истражује тему личне одговорности и изазова са којима се сусрећу млади.

## Радња
Комад се бави новинским чланцима односно причама о великом броју страдалих у саобраћају. Главни ликови су Алекса и Вукашин, двојица несрећних и деструктивних младића опасних по себе и околину.

## Улоге
| Лица    | Глумци         |
| ------- | -------------- |
| Алекса  | Драган Секулић |
| Вукашин | Милан Зарић    |

## Спошљање везе
- Исечци из представе